# Maďarsko na Letních olympijských hrách 1904
Maďarsko na Letních olympijských hrách v roce 1904 v americkém Saint Louis reprezentovala výprava 4 mužů ve 2 sportech.

## Medailisté
| Medaile | Jméno         | Sport   | Soutěž                   |
| ------- | ------------- | ------- | ------------------------ |
| Zlato   | Zoltán Halmay | Plavání | Muži 50 yd volný způsob  |
| Zlato   | Zoltán Halmay | Plavání | Muži 100 yd volný způsob |
| Stříbro | Géza Kiss     | Plavání | Muži 1 míle volný způsob |
| Bronz   | Géza Kiss     | Plavání | Muži 880 yd volný způsob |